# Akari Inoue
Akari Inoue –en japonés, 井上あかり, Inoue Akari– (3 de diciembre de 1996) es una deportista japonesa que compite en judo. Ganó una medalla de bronce en el Campeonato Asiático de Judo de 2019, en la categoría de +78 kg.

## Palmarés internacional
| Campeonato Asiático | Campeonato Asiático | Campeonato Asiático | Campeonato Asiático |
| Año                 | Lugar               | Medalla             | Categoría           |
| ------------------- | ------------------- | ------------------- | ------------------- |
| 2019                | Fujairah (EAU)      | Medalla de bronce   | +78 kg              |